# Быргында
Быргында — деревня в Каракулинском районе Удмуртии. Административный центр Быргындинского сельского поселения.

## География
Деревня расположена на юго-востоке республики на расстоянии примерно в 21 километре по прямой к юго-западу от районного центра Каракулино.
Часовой пояс
Деревня Быргында как и вся Удмуртия, находится в часовой зоне МСК+1. Смещение применяемого времени относительно UTC составляет +4:00.

## Население
| 2010 | 2012 |
| ---- | ---- |
| 616  | ↘601 |

Национальный состав
Согласно результатам переписи 2002 года, марийцы составляли 93 % из 663 чел..